# Intramolekulska sila
Intramolekulske sile su sile koja drže zajedno atome i time formiraju molekul ili jedinjenje. Intramolekularne sile obuhvataju sve tipove hemijskih veza. One su jače od intermolekulskih sila, koje se javljaju između atoma ili molekula koji nisu vezani.

## Tipovi intramolekulskih sila
Postoje tri glavna tipa intramolekularnih sila, koji se razlikuju po vrstama konstitutivnih atoma i ponašanju elektrona.
- Jonske sile se generalno javljaju između metala i nemetala, kao što su natrijum i hlor u . Valentni elektroni u jonskoj vezi se uglavnom nalaze oko jednog od dva sastavna atoma. To se često opisuje kao davanje elektrona jednog atoma drugom atomu. U slučaju NaCl, natrijum daje elektron hloru.

- Kovalentne sile se javljaju između dva nemetala, npr. u azot dioksidu. Atomi esencijalno dele elektrone u kovalentnoj vezi. Postoji nekoliko tipova kovalentne veze: u polarnim kovalentnim vezama, postoji veća verovatnoća da će se elektroni nalaziti u blizini jednog od dva atoma, dok su u nepolarnim kovalentnim vezama, elektroni ravnomerno podeljeni. Dvoatomni molekuli su potpuno kovalentni. Polarnost kovalentne veze određuje elektronegativnost atoma, i polarna kovalentna veza obično formira dipolni moment.

- Metalne sile se generalno javljaju unutar čistog metala ili metalne legure. Metalni elektroni su generalno delokalizovani. Rezult toga je veliki broj slobodnih elektrona oko pozitivnih jezgara.

Intermolekulske sile se razlikuju po magnitudi njihovih entalpija veze, i to utiče na fizička i hemijska svojstva jedinjenja na više načina.